# Покровский храм (Чердаклы)
Церковь Покрова Пресвятой Богородицы — утраченная православная церковь в селе Чердаклы Чердаклинского района Ульяновской области. Построена в 1895 году. Храм был разрушен в 1958 году.

## История
Первая деревянная церковь в селе Чердаклы начала действовать в 1780 году. Православный храм в честь Покрова Пресвятой Богородицы был двухпрестольным: во Имя Покрова Божией Матери (холодная) и в приделе — Петра Митрополита Московского Чудотворца (тёплая). Первым священником во вновь открывшемся храме был иерей Андрей Афанасьев.
В 1889 году церковный причт с. Чердаклы ходатайствует о разрешении постройки нового каменного храма на 1100 человек по причине тесноты старого деревянного храма. В течение шести лет, по проекту архитектора В. Л. Ивановского, возводился новый храм и 23 сентября 1895 года освящён епископом Самарским и Сызранским Гурием (Буртасовским).
На 1914 год при храме действовало две церковно-приходские школы, а также имелась церковная библиотека, насчитывавшая 90 книг.

## Советское время
Храм закрыли в 1937 году, священнослужители подверглись репрессиям. До 1955 года он использовался как зернохранилище для спиртзавода. Когда нужда в этом складском помещении отпала, верующие жители посёлка стали активно ходатайствовать об открытии церкви, но все просьбы были отклонены. В 1958 году, несмотря на возмущение населения, храм был разрушен. Находившиеся в ограде храма могилы были осквернены и сравнены с землей. На месте разрушенной церкви был построен районный Дом культуры. В 2014 году рядом с местом, где стоял храм и осуществлялись захоронения, был поставлен поклонный крест.

## Духовенство
- Первым священником Покровского храма стал иерей Андрей Афанасьев[1].
- священник Михаил Максимов (до 1847)[1].
- диаконом с 1841 до 1844 года являлся Козьма Герасимович Архангельский, затем переведён в Михайло-Архангельскую церковь с. Кремёнки[5].
- настоятель отец Василий Миллеров (с 1847 до 1893)[1].
- отец Алексий Михайлов (с 1893)[1];
- священник иерей Никита Михайлович Саушкин (до 1937)[1].

## Описание
Церковь двухпрестольная, во имя Покрова Богородицы и святого Николая Чудотворца. Купол колокольни покрыт белым железом, карнизы — чёрным; внутри колокольни сделаны помосты и лестницы, и перенесены колокола из старой колокольни. Над настоящей колокольней водружены кресты, обтянутые латунью и золоченым червонным золотом, над большими и маленькими башенками также водружены кресты, крытые латунью, бронзированные. Сделаны три входные крыльца. Внутри церкви отштукатурены стены в трапезной и устроены хоры для учащихся детей. Поставлен новый иконостас, украшенный приличной резьбой, и в него вставлено 30 новых икон — разной величины — живописной работы и позолочены. Солея обнесена железной бронзированной решеткой. В алтарь поставлены три новых престола и три жертвенника. В главном алтаре поставлена новая икона Воскресения Христова, писанная на холсте. Приобретены 4 хоругви: 2 металлические, золочёные, ажурной работы и 2 писаные на сукне; паникадило медное, посребрённое, с позолотой в некоторых её частях, два подсвечника и 2 лампады. Сделан новый шкаф для хранения свеч из ильмого леса столярной работы. Изготовлены новые облачения для престолов и жертвенников, шёлковые завесы к царским вратам и другое. Кроме того — сложено новое каменное здание для посещения церковно-приходской школы с подвальным помещением для церковных сторожей.
Церковь в Чердаклах строилась по аналогичному проекту, что и в селе Городищи Инзенского района — Храм Рождества Христова. Чердаклинская церковь имела почти идентичное Городищенской церкви архитектурное решение: незначительно отличались только колокольня и некоторые детали декоративного оформления.

## Воссоздание храма
Из всех зданий, принадлежащих до революции храмовому комплексу, сохранился только каменный дом священника. В 1990 году на его основе и было решено воссоздать Покровский храм. В течение двух лет шли интенсивные работы по ремонту и приспособлению для богослужений внутренней части этого дома, где раньше размещалась местная гостиница. 21 ноября 1991 года в здании было совершено первое богослужение. Настоятелем воссозданного храма стал протоиерей Николай Гуменюк, трудами которого в течение последующих четырнадцати лет, вплоть до его кончины, созидалась православная церковная жизнь в Чердаклах. В конце 1990-х годов стараниями отца Николая к основной части здания были пристроены алтарь и колокольня, над крышей появились купол с барабаном. Храм приобрёл современный вид, а рядом с ним построено здание воскресной школы. Освящение храма было совершено владыкой Проклом (Хазовым) 28 октября 2001 года. 